# Le mystère de l’écureuil bleu
Le mystère de l’écureuil bleu (deutsch: Das Geheimnis des blauen Eichhörnchens) ist eine Opéra-comique (Originalbezeichnung: „Web-Opéra“, „Internet-Oper“) von Marc-Olivier Dupin (Musik) mit einem Libretto von Ivan Grinberg. Sie entstand zur Überbrückung einer längeren Renovierungszeit der Pariser Opéra-Comique als Opernfilm, der ab dem 21. Februar 2016 im Internet bereitgestellt wurde. Die szenische Uraufführung fand nach der Wiedereröffnung des Opernhauses am 23. Februar 2018 statt.

## Handlung

### „J - 7“ – „7 Tage“
Sieben Tage vor der großen Eröffnungsgala der Opéra-Comique bespricht Direktor Saint-Germain letzte Details seiner Kleidung mit der Kostümschneiderin Zineb. Gleichzeitig muss er am Telefon dem Beleuchter klarmachen, dass er erst nach der Eröffnung mit seiner Bezahlung rechnen könne. Da stürzt Adèle, seine Starsängerin herein und erklärt, dass sie auf keinen Fall mit dem Tenor Léon zusammen auftreten könne. Saint-Germain versucht ihr klarzumachen, dass er in so kurzer Zeit keinen adäquaten Ersatz finden könne und sein Mäzen Pel&Mel nicht bereit sei, für jede Laune der Diva Geld auszugeben. Doch Adèle lässt sich nicht besänftigen. Als der Mäzen anruft, reißt sie den Hörer an sich und bezeichnet Léon als Betrüger, der überhaupt nicht singen könne. Pel&Mel reagiert anders als von ihr erwartet: Er wirft Adèle hinaus. Dagegen kann auch Saint-Germain nichts ausrichten. Er fürchtet um seine Gala. Da kommt sein Neffe Barnabé herein, Theatermaschinist und Zinebs Freund, den alle nur Bébé nennen. Als Saint-Germain ihm sein Dilemma erklärt, schlägt er vor, die Chorsängerin Margot als Ersatz auftreten zu lassen. Diese kenne alle Rollen und Arien Adèles und könne es problemlos mit ihr aufnehmen. Saint-Germain jedoch fürchtet Adèles Reaktion. Nachdem er hinausgegangen ist, macht Zineb Bébé eine Eifersuchtsszene, da er sich in letzter Zeit nur noch um Margot bemühe, ihren eigenen Geburtstag vergesse, aber einen Käfig für Margots Eichhörnchen baue.

### „J - 6“ – „6 Tage“
Margot erscheint zum Vorsingen bei Saint-Germain. Sie hat den Käfig mit ihrem Eichhörnchen Zampa mitgebracht. Von dem möglichen Engagement ist sie ganz begeistert. Ihr Vortrag aus dem Anfang des dritten Akts von Louise überzeugt Saint-Germain ebenfalls. Doch Adèle unterbricht das Gespräch und fordert Margot überheblich zu einem Duett heraus. Dieses („On va la jeune hindou“ aus Lakmé) lässt Saint-Germains letzte Bedenken verfliegen. Gemeinsam sollen die beiden zum Höhepunkt des Galaabends werden. Er ruft den Mäzen an, um ihm die Neuigkeit mitzuteilen.

### „J - 5“ – „5 Tage“
Begeistert erzählt Margot dem im Schnürboden arbeitenden Bébé von ihrem Vorsingen. Nachdem sie fort ist, schleicht Adèle tief verhüllt herein. Sie hat Margots Eichhörnchen getötet und blau gefärbt und legt es in das Klavier. Kurz darauf kommt Léon. Der weiß noch nichts von ihren Launen, glaubt, Saint-Germain habe sie verraten und will sie trösten. Sie singen zusammen ein Duett. Als Zineb eintrifft, zieht sich Adèle schnell zurück. Léon erzählt ihr vom merkwürdigen Verhalten Adèles, dass er sich nicht zu erklären weiß. Zineb erkennt, dass sich Léon zu Adèle hingezogen fühlt, und warnt ihn vor ihrer Heimtücke. Dabei stellt Léon fest, dass auch Zineb hervorragend singen kann. Sie flirten und singen einen Ausschnitt aus Carmen. Léon entdeckt im Klavier das tote Eichhörnchen. Bébé kommt herein und identifiziert es als Margots Haustier Zampa. Er schlägt vor, die Polizei zu rufen. Der gerade eingetroffene Saint-Germain will so kurz vor der Gala aber kein Aufsehen erregen und lieber einen privaten Sicherheitsexperten hinzuziehen. Margot kommt auf der Suche nach ihrem Eichhörnchen zurück und erfährt von dessen Tod. Alle trauern um das Tier. Saint-Germain ist weiterhin fest entschlossen, die Gala stattfinden zu lassen. Er will dem Publikum im letzten Moment mitteilen, dass Adèle krank geworden sei. Margot als Einspringerin hat nun die Chance, ein neuer Star zu werden. Erst jetzt erfährt Léon von Bébé, dass sich Adèle geweigert hatte, mit ihm zusammen aufzutreten. Léon kann ihr Verhalten nicht nachvollziehen.

### „J - 4“ – „4 Tage“
Adèle hat noch nicht aufgegeben. Sie verkleidet sich und stellt sich Saint-Germain als Sicherheitsexperte „Al Sirbec“ vor, der den Mord an dem Eichhörnchen aufklären will. Nach einigem Feilschen einigen sie sich über die Bezahlung. Zineb und Margot kommen zur Anprobe, während der Margot ihre Rollen aufzählt: Louise, Manon, Margot, Carmen, La dame blanche, Mélisande, Lakmé, Olympia und Madeleine. Zineb verbietet Margot, ihrem Verlobten Bébé zu nahe zu kommen. Doch Margot hat kein Interesse an ihm, sondern will nur singen.

### „J - 3“ – „3 Tage“
Adèle begegnet Léon, der ihr ihren Verrat vorwirft. Plötzlich fällt ein Dekorationsstück herunter und trifft Léon am Kopf. Bébé, Zineb und Margot eilen herbei, um sich um ihn zu kümmern. Adèle verschwindet ungesehen. Glücklicherweise ist Léon nicht schwer verletzt. Er kämpft jedoch mit einer Ohnmacht und fantasiert von Adèle. Jetzt eilt auch Saint-Germain herbei. Adèle kehrt in ihrer Verkleidung als Sirbec zurück und gibt vor, den Fall zu untersuchen. Sie schickt alle bis auf Saint-Germain hinaus und beschuldigt diesen dann, die Seile selbst sabotiert zu haben, um Adèle zu töten. Saint-Germain leugnet dies entschieden. Er liebe Adèle doch wie wahnsinnig. Schließlich versucht er, Sirbec zu bestechen. Doch dieser will kein Geld, sondern nur singen. Er entledigt sich der Verkleidung und gibt sich ihm als Adèle zu erkennen. Saint-Germain verspricht, dass sie auf der Gala eine Arie der Manon singen darf. Am Telefon droht der Mäzen für den Montag einen Besuch seiner Buchhalter an.

### „J - 2“ – „2 Tage“
Bei einem Rundgang durch die leere Schneiderwerkstatt wird Saint-Germain von Ängsten übermannt. Er fängt an, das für die Arie Manons vorgesehene Kleid für Adèle zurechtzuschneidern. Zineb ertappt ihn dabei und wird zornig. Léon erscheint mit einem Blumenstrauß, den er Zineb schenken will. Obwohl sie zunächst verwirrt ist, lässt sie sich schließlich von ihm küssen. Gerade als er formell um ihre Hand anhalten will, kommt Bébé herein. Der ist gar nicht so unglücklich über diese Entwicklung, denn dadurch wird er frei für Margot, die soeben zur Anprobe kommt. Zineb erzählt ihr, dass Adèle nun doch wieder an der Gala mitwirken soll. Bébé kann es kaum erwarten, Margot seine Liebe zu erklären.

### „J - 1“ – „1 Tag“
Margot ist voller Vorfreude auf ihren erhofften Erfolg bei der Gala. Saint-Germain ruft alle zusammen, um eine Erklärung Adèles anzuhören. Diese gibt alle ihre Taten zu und bittet die anderen um Vergebung. Margot schenkt sie als Ersatz für Zampa ein neues Eichhörnchen, das diese „Kleinzack“ nennt. Sie verzichtet auf einen Auftritt bei der Gala, will aber in Gedanken dabei sein. Nachdem sie gegangen ist, informiert Bébé seinen Onkel über einen Diebstahl von drei Packungen Schießpulver und Lunte. Damit könnte man das ganze Opernhaus zerstören. Saint-Germain vermisst seinen Sicherheitsbeauftragten Sirbec. Doch da kommt dieser schon und schlägt einen Theater-Effekt vor: Da nun Margot die Manon-Arie singen soll, benötige sie auch deren Kostüm. Sie solle zur Anprobe auf das Kleid zugehen; dann gehe es in Flammen auf. Saint-Germain ist verwirrt. Sirbec erklärt weiter, dass er zwei Probleme habe: Adèle und kein Geld. Die Lösung sei, Adèle zu ermorden und das Theater abzufackeln. Damit seien auch die Schulden weg. In diesem Moment ruft Pel&Mel an, um Saint-Germain mitzuteilen, dass er ihn nicht mehr unterstützen werde. Er wolle das Theater nun in ein Parkhaus umbauen. Saint-Germain verfällt dem Wahnsinn. Zineb fordert Bébé auf, seine Aufgaben als Direktor zu übernehmen, um das Haus zu retten. Doch der meint, dazu sei nur Adèle in der Lage. Adèle entledigt sich ihrer Verkleidung und prophezeit eine „Super-Gala“. Pel&Mel stimmt begeistert zu. Alle feiern die Opéra-Comique.

## Orchester
Im Kammerensemble des Opernfilms spielten die folgenden Instrumente:
- Holzbläser: Flöte, Oboe, Klarinette, Bassklarinette, Fagott
- Blechbläser: zwei Hörner, Trompete, Posaune, Tuba
- Pauken, Schlagzeug
- Harfe
- Akkordeon
- Streicher (solistisch): Violine, Viola, Violoncello, Kontrabass
- Bühnenmusik: Klavier

## Werkgeschichte
Die Pariser Opéra-Comique war vom Juli 2015 bis zum Februar 2017 für eine Totalrenovierung geschlossen. Zur Überbrückung dieser Zeit entstand ein als „Web-Opéra“ („Internet-Oper“) bezeichneter Opernfilm in Form einer Opéra-comique, der die Wiedereröffnung selbst in Form einer Kriminalkomödie zum Thema hat und ab dem 21. Februar 2016 im Internet bereitgestellt wurde. Die Musik stammt von Marc-Olivier Dupin, das Libretto von Ivan Grinberg.
Die Darsteller des Opernfilms waren Sandrine Buendia (Adèle, Al Sirbec), Armelle Khourdoïan (Margot), Jean-Jacques L’Anthoën (Léon), Safir Behloul (Bébé), Marion Tassou (Zineb), Ronan Debois (Saint-Germain) und Stuart Seide (Pel&Mel, Mäzen). Das Kammerensemble Les Frivolités Parisiennes spielte unter der Leitung des Komponisten. Die Inszenierung stammte vom Librettisten Grinberg. Für die TV-Regie war François Roussillon verantwortlich.
Die Produktion erhielt auch international positive Kritiken. Der Rezensent der Zeitschrift Opernwelt nannte Dupin einen „Könner auf dem Feld der Film- und Theatermusik“ und wies auf die „elegante und charmante Musik“ hin, die „Stilkopien und Parodien der meisterhaften Art“ nach Komponisten wie Léo Delibes, Gustave Charpentier oder Jules Massenet enthalte, wobei sich die jungen Darsteller der Opernakademie „von ihrer besten Seite“ zeigen. Cinzia Rota schrieb auf classicagenda.fr, dass das Werk für Kinder (es wird ab einem Alter von acht Jahren empfohlen) ein Krimi sei, und für Erwachsene eine Schnitzeljagd („Game of clues“) durch die Geschichte der Opéra-Comique mit vielen Anspielungen in Musik und Text. Das Libretto kombiniere moderne Sprache mit derjenigen vergangener Jahrhunderte. Seine Charaktere seien glaubhaft und wohldefiniert.
Ab dem 23. Februar 2018 wurde die Oper auch live in der wiedereröffneten Salle Favart der Opéra-Comique gespielt. Anna Reinhold übernahm die Rolle der Adèle und Patrick Kabongo den Bébé. Die übrige Besetzung blieb unverändert. Es handelte sich um eine Koproduktion mit dem Théâtre Impérial de Compiègne.